# Gustine (Califòrnia)
Gustine és una població dels Estats Units a l'estat de Califòrnia. Segons el cens del 2000 tenia 4.698 habitants.

## Demografia
Segons el cens del 2000, Gustine tenia 4.698 habitants. La densitat de població era de 1.148 habitants/km².
Per edats la població es repartia de la següent manera: un 30,2% tenia menys de 18 anys, un 8,2% entre 18 i 24, un 25,6% entre 25 i 44, un 20% de 45 a 60 i un 15,9% 65 anys o més.
L'edat mediana era de 35 anys. Per cada 100 dones de 18 o més anys hi havia 88,8 homes.
La renda mediana per habitatge era de 38.824 $ i la renda mediana per família de 45.583 $. Els homes tenien una renda mediana de 35.920 $ mentre que les dones 22.149 $. La renda per capita de la població era de 16.821 $. Entorn de l'11,5% de les famílies i el 16,9% de la població estaven per davall del llindar de pobresa.

## Poblacions més properes
El següent diagrama mostra les poblacions més properes.